# Mallobathra nocturna
Mallobathra nocturna är en fjärilsart som beskrevs av Clarke 1888. Mallobathra nocturna ingår i släktet Mallobathra och familjen säckspinnare. Inga underarter finns listade i Catalogue of Life.